# Luchthaven Odessa
Luchthaven Odessa (Oekraïens: Міжнародний аеропорт Одеса) is een luchthaven gelegen 7 km ten zuidwesten westen van het centrum van Odessa, Oekraïne. De luchthaven handelt zowel binnenlandse als internationale vluchten af.

## Luchtmachtbasis
De start- en landingsbaan wordt ook gebruikt door een nabijgelegen luchtmachtbasis.